# 陳純敬
陳純敬（1956年1月2日—），中華民國政治人物，現任新北市副市長。

## 生平概略
在接受高等教育的過程，他先後就讀於國立臺灣大學農業工程學系、北卡羅來納州立大學土木工程學系營建管理碩士班及博士班。畢業後，他曾於國立臺灣工業技術學院（今國立臺灣科技大學前身）營建系擔任副教授之職務。
1989年，（時任）中華民國交通部（以下簡稱「交通部」）臺灣區國道新建工程局（簡稱「國工局」）局長鄭文隆，引薦他至交通部南宜快速公路工程籌備處擔任副處長之職務。後來，他又被先後調任為交通部北部第二高速公路工程處副處長，以及國工局第三區工程處處長等。
在國工局第三區工程處處長任內，因北宜高速公路石碇路段工程遭檢舉發生不法事件，有關檢察機關將他及多位國工局官員以圖利等罪名起訴；在相關案件判決中，他都被認定為無罪。但是，他因該事件而辭去官職，改於律師事務所協助擬訂公共工程合約，並於東吳大學攻讀法學碩士學位。後來，他又與友人共同創立安信風險管理公司。
2012年至2013年間，行政院公共工程委員會主任委員陳振川延攬他擔任該政府機關之副主任委員職務；數月後，他被調任為交通部政務次長。2014年3月，他被任命為中華民國內政部政務次長。2018年12月，被新北市市長侯友宜任命為副市長。